# Каддоанские языки

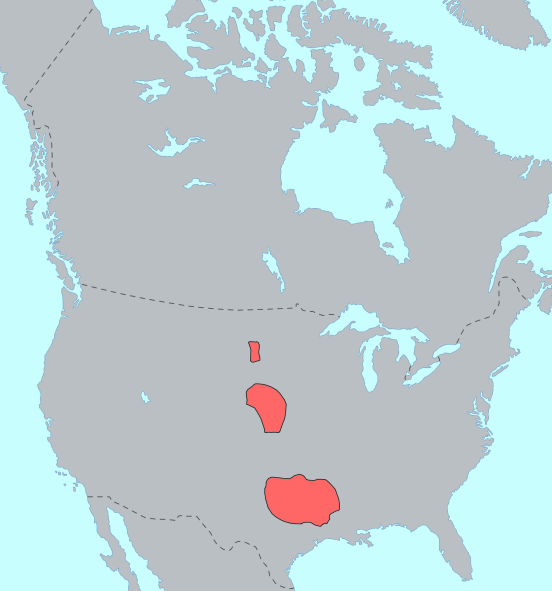
Распространение кэддоанских языков до контакта с европейцами

Кэддоанские языки — семья индейских языков Северной Америки. Распространены на Великих равнинах в центральной части США, от Северной Дакоты до Оклахомы.

## Состав семьи
I. Северные языки каддо:
A. Пауни-кицайские языки
a. Кицайская подгруппа
1. Кицайский язык (также известен как кичайский язык) (†)
b. Пауни (пони)
2. Арикара (язык) (также известен как язык ри)
3. Пауни (язык) (диалекты: южно-бендский, скири/скиди/вулф)
B. Языки уичита
4. Уичита (язык) (диалекты: собственно уичита, вако, товакони) (†)
II. Южные языки кэддо:
5. Кэддо (язык) (диалекты: кэдохадачо, хасинай, натчиточес, ятаси) (†)
Кицайский язык к настоящему времени вымер, а его прежние носители были ассимилированы племенем уичита в XIX веке. На языках кэддо, уичита и пауни в настоящее время говорят немногочисленные старики в штате Оклахома. На языке арикара говорят в резервации Форт-Бертольд в штате Северная Дакота. Некоторые из языков данной семьи ранее имели более широкое распространение; например, язык кэддо был распространён на северо-западе Техаса, юго-западе Арканзаса, северо-западе Луизианы и юго-востоке Оклахомы. Язык пауни ранее был распространён вдоль реки Платт, ныне штат Небраска.

## Связи с другими языками
Адаи (язык) или адай, язык-изолят, о котором известен только список из 275 слов, возможно, принадлежал к данной семье. Против данной гипотезы возражал Уоллес Чейф.
Предпринимались неоднократные попытки объединить каддоанские и ирокезские языки в единую макро-сиу семью; несмотря на довольно убедительные аргументы, данная гипотеза до конца не разработана. Проводились также параллели вышеуказанных языков с алгскими языками, но данные исследования также далеки от завершения.